# Метагалуазит
Метагалуазит (рос. метагаллуазит; англ. metahalloysite; нім. Metahalloysit m) — мінерал, силікат алюмінію шаруватої будови.

## Етимологія та історія
Від мета… й назви мінералу галуазиту (M.Mehmel, 1935).

## Загальний опис
Хімічна формула: Al4(OH)8 [Si4O10].
Від галуазиту відрізняється відсутністю міжшарової води, яку втрачає при нагріванні вже до 50 °С.
Містить (%): Al2O3 — 39,48; SiO2 — 46,60; H2O — 13,92.
За хімічним складом тотожний каолініту.
Сингонія моноклінна, діедричний безосьовий вид.
Кристалічна структура відрізняється від галуазиту, можлива аналогія з структурою каолініту.
Пластинчасті виділення.
Густина 2,2-2,58.
Твердість 1-2.
За зовнішніми ознаками схожий на галуазит.
Зустрічається разом з галуазитом, часто в порожнинах у вигляді крихких кірочок, а також у латеритній корі вивітрювання з гідраргілітом.
Недостатньо вивчений.

## Різновиди
Розрізняють:
- метагалуазит залізний (метагалуазит із Закарпаття, який містить 3,44 % Fe2O3).